# Черемоський іхтіологічний заказник
Черéмоський зака́зник — іхтіологічний заказник місцевого значення в Україні. Розташований у межах Вижницького та Путильського району Чернівецької області. 
Площа 3288 га. Статус надано 2001 року. Відповідальними організаціями в межах відповідних адміністративних територій є Вижницька міська рада, а також сільські ради в Путильському районі: Підзахаричі, Розтоки, Мариничі, Усть-Путила, Довгопілля, Конятин, Яблуниця. 
Статус надано для збереження біорозмаїття прибережної території та акваторії річки Черемош (від міста Вижниці вгору по течії) та річки Білий Черемош з притоками як цінне джерело риби.

## Стан охорони біорізноманітності
За даними природоохоронних організацій, у межах заказника мало місце порушення природоохоронного законодавства при будівництві серії міні-ГЕС. 
Навесні 2016 року ДП «Путильський лісгосп» на території заказника проводив незаконні суцільні санітарні рубки. Після звернення Київського еколого-культурного центру до екологічної інспекції організаторів рубки було оштрафовано.